# تکنیپ انرژیز

شرکت تکنپ انرژیز ان‌وی (به فرانسوی: Technip Energies NV) یک شرکت فرانسوی در حوزه مهندسی و فناوری صنایع انرژی و شیمیایی است که در سال ۲۰۲۱ به‌عنوان یک اسپین-آف از شرکت چندملیتی تکنیپ‌اف‌ام‌سی تأسیس شد. تکنیپ‌اف‌ام‌سی خود نتیجهٔ ادغام گروه فرانسوی تکنیپ و شرکت آمریکایی اف‌ام‌سی تکنالوجیز بود. در سال ۲۰۱۹، مدیرعامل شرکت تکنیپ‌اف‌ام‌سی اعلام کرد که شرکت به دو بخش مستقل تقسیم می‌شود: یک شرکت فناوری و خدمات با نام تکنیپ‌اف‌ام‌سی و یک شرکت مهندسی و ساخت‌وساز با نام تکنپ انرژیز.